# Ewan Kervadec
Ewan Kervadec, né le 15 juillet 1998 à Magdebourg en Allemagne, est un handballeur professionnel français.
Il mesure 1,92 m et pèse 88 kg. Il joue au poste d'arrière droit pour le club du Limoges Handball depuis 2021,.
Il est le fils de l'ancien international français Guéric Kervadec.  

## Biographie
Originaire de Magdebourg, Ewan Kervadec intègre le centre de formation de l'US Créteil avant de passer professionnel au sein du club francilien en 2019.
Le 4 octobre 2024, Ewan Kervadec, Sort sur blessure en deuxième mi-temps lors de la rencontre face à 
Istres Provence Handball. Une blessure au genou droit pour laquelle il sera éloigné des terrains pour de nombreux mois.

## Palmarès

### En club
Compétitions nationales
- Vice-champion du Championnat de France de D2 en 2019

### En équipe nationale
Équipe de France jeunes
- Médaille d'or au Championnat d'Europe des -18 ans en 2016